# 王行敏
王行敏（6世纪—621年），唐朝并州乐平县（今山西省昔阳县）人。
隋朝末年为盗长，归降唐高祖，担任潞州刺史、屯卫将军。刘武周攻打并州，进犯上党，取长子、壶关。有人说刺史郭子武懦弱不支，将要失守，高祖派遣王行敏援救。抵达后，与郭子武不协。有人告发郭子武谋反，于是斩杀郭子武。州民陈正谦，以信义著称乡里，出粟千石劳军，于是人人自奋，获胜。王行敏在武陟击败窦建德。武德四年（621年），督兵至燕、赵，与刘黑闼在历亭交战。胜后不设防，被刘黑闼俘虏。于是不屈被斩。死前西向跪拜：“臣之忠，惟陛下知之。”唐高祖听说後悼惜。